# Konstantynów (województwo wielkopolskie)
Konstantynów – wieś w Polsce położona w województwie wielkopolskim, w powiecie konińskim, w gminie Kramsk. Tworzy samodzielne sołectwo Konstantynów.
W latach 1975–1998 miejscowość administracyjnie należała do województwa konińskiego.